# Liste der Monuments historiques in Labergement-lès-Seurre
Die Liste der Monuments historiques in Labergement-lès-Seurre führt die Monuments historiques in der französischen Gemeinde Labergement-lès-Seurre auf.

## Liste der Immobilien
| Bezeichnung | Beschreibung    | Standort                      | Kennzeichnung | Schutzstatus | Datum | Bild |
| ----------- | --------------- | ----------------------------- | ------------- | ------------ | ----- | ---- |
| Grenzstein  | bezeichnet 1763 | nordwestlich des Ortes (Lage) | PA00112499    | Classé       | 1970  |      |